# Vuelo 5002 de TACV
El Vuelo 5002 de TACV fue un vuelo operado por TACV que se estrelló el 7 de agosto de 1999. Debido a dificultades técnicas, el avión que normalmente operaba desde el aeropuerto de São Pedro en la isla de São Vicente, Cabo Verde al aeropuerto Agostinho Neto en la isla de Santo Antão, un de Havilland Canada DHC-6 Twin Otter, fue reemplazado por un Dornier Do 228 de los Guardacostas de Cabo Verde (registro D4-CBC). El avión despegó de São Pedro a las 11:42 para el corto vuelo a Agostinho Neto. Trece minutos después del despegue, la lluvia y la niebla cubrieron Santo Antão y ubicaron el aeropuerto de llegada por debajo de los mínimos de aterrizaje visual. Los pilotos tomaron la decisión de regresar a São Vicente a las 11:56. El avión sobrevoló la isla de Santo Antão a las 12:02, pero se estrellaron en la ladera boscosa de una montaña a 1.370 metros. El avión estalló en llamas, matando a los dieciocho pasajeros y tripulantes que viajaban a bordo.